# Caroline Proust
Caroline Proust (Le Vigan, 18 novembre 1967) è un'attrice francese.
È famosa per il ruolo del capitano Laure Berthaud nella serie televisiva Spiral.

## Biografia
Il padre è rigattiere e la madre professoressa di francese. Da giovane vorrebbe diventare cantante come il suo idolo, Sylvie Vartan.
All'età di 16 anni, Caroline Proust fa i primi passi sulla scena in un'opera teatrale di Aristofane intitolata «La pace». Dopo questa prima esperienza decide di seguire la strada della recitazione.
Decide di frequentare i corsi del conservatorio di Montpellier prima di iscriversi a quello di Parigi. In questo periodo conosce Sandrine Kiberlain e Olivier Martinez, suoi compagni di corso. 
Nel 1993, Caroline ottiene un ruolo in un cortometraggio intitolato «Les Mickeys». Un anno dopo, recita nel dramma di William Shakespeare, «Enrico VI» messo in scena da Stuart Seide.

## Carriera
La sua carriera ottiene una svolta quando viene invitata a partecipare a una nuova serie poliziesca de Canal+. La prima stagione di Spiral, in cui l'attrice interpreta il ruolo del capitano Laure Berthaud, è diffusa nel 2005.
Nel 2007, recita nel cinema, diretta da Julien Seri nel film Scorpion. In questo film, incentrato sulla boxe, recita insieme all'ex marito, Clovis Cornillac.
Nel 2008, interpreta un ruolo importante in Ca$h di Éric Besnard. Il film, incentrato su una storia di truffa d'alto livello a cui si aggiungono dramma, commedia e romanticismo vede Jean Dujardin e Jean Reno come protagonisti.
Lo stesso anno, Caroline torna nella seconda stagione di Spiral. La serie è diffusa all'estero in 70 paesi, tra cui Italia, Australia e Regno Unito. Nel 2009, conferma la sua partecipazione nella terza stagione di Spiral trasmessa tra maggio / giugno 2010. Seguono la stagione 4 trasmessa tra settembre / ottobre 2012 e infine la stagione 5 tra novembre / dicembre 2014.

## Vita privata
Nel 1994, sposa Clovis Cornillac. Le loro due gemelle, Alice e Lily, nascono nel 2001. Divorziano nel 2010.
Si è fatta bucare le orecchie per il suo ruolo in Spiral.

## Filmografia
- 1993: cortometraggio, Les Mickeys
- 1994: "Navarro", episodio "Fort Navarro" di Nicolas Ribowski, Juliette, la giovane delinquente.
- 1994: Le Péril jeune, di Cédric Klapisch, un'abitante della casa occupata
- 1997: Le Cousin, Fanny.
- 2000: Marc Eliot, série policière (4 épisodes).
- 2004: Colette, une femme libre sur France 2
- 2005 - en cours: Spiral: Laure Berthaud.
- 2007: Scorpion, Léa/Elodie
- 2007: Kliniken, teatro
- 2008: Ca$h, Léa
- 2009: Le Cœur du sujet (telefilm), di Thierry Binisti
- 2011: La Permission de minuit di Delphine Gleize
- 2011: La République des enfants (telefilm) di Jacques Fansten
- 2011: Accident de parcours (telefilm) di Patrick Volson
- 2012: Emma (telefilm) di Alain Tasma
- 2013: Tunnel (serie tv) Anne-Marie Delgado
- 2014: Delitti in Paradiso (stagione 3), Emily Benoit.

## Teatro
- 1992: Mood Pieces de Tennessee Williams, diretto da Stuart Seide, teatro Jean-Vilar Suresnes
- 1993: Enrico VI di William Shakespeare, diretto da Stuart Seide, teatro di Gennevilliers, teatro della Métaphore, La Filature
- 1994: Enrico VI di William Shakespeare, diretto da Stuart Seide, Festival d'Avignone
- 1995: Enrico VI di William Shakespeare, diretto da Stuart Seide, La Ferme du Buisson, Teatro nazionale di Nizza
- 1997: Amleto di William Shakespeare, diretto da Philippe Adrien, théâtre de la Tempête
- 1998: Il gioco dell'amore e del caso di Marivaux, diretto da Jean-Pierre Vincent, théâtre Nanterre-Amandiers
- 1999: Il gioco dell'amore e del caso di Marivaux, diretto da Jean-Pierre Vincent, Tournée Internazionale: Londra, Mosca, San Pietroburgo, Boston, Washington…
- 2001: La Locandira, diretto da Claudia Stavisky, Tournée nazionale
- 2003: Cairn di Enzo Cormann, diretto da Claudia Stavisky, théâtre des Célestins, théâtre de la Commune
- 2005: E, roman-dit di Daniel Danis, diretto da Alain Françon, théâtre national de la Colline, théâtre national de Strasbourg
- 2007: Kliniken di Lars Norén, diretto da Jean-Louis Martinelli, théâtre Nanterre-Amandiers
- 2011: L’Amour, la mort, les fringues di Nora et Delia Ephron, diretto da Danièle Thompson, théâtre Marigny
- 2012: L'Enterrement, di Thomas Vinterberg e Mogens Rukovmise, diretto da Daniel Benoin, théâtre du Rond-Point
- 2014-2015: Un été à Osage County di Tracy Letts, diretto da Dominique Pitoiset, Annecy
- 2015: Uno sguardo dal ponte di Arthur Miller, diretto da Ivo van Hove, Théâtre de l'Odéon